# Оберкульм
Оберкульм (нем. Oberkulm) — коммуна в Швейцарии, в кантоне Аргау.
Входит в состав округа Кульм.  Население составляет 2355 человек (на 31 декабря 2007 года). Официальный код  —  4140.